# Damalis knysna
Damalis knysna är en tvåvingeart som beskrevs av Jason Gilbert Hayden Londt 1989. Damalis knysna ingår i släktet Damalis och familjen rovflugor. Inga underarter finns listade i Catalogue of Life.